# 白井文吾
白井 文吾（しらい ぶんご、1928年〈昭和3年〉1月27日 - 2024年〈令和6年〉10月29日）は、愛知県田原市出身の日本の新聞記者、実業家。株式会社中日新聞社顧問名誉会長。株式会社中日ドラゴンズ名誉オーナー。
株式会社中日新聞社代表取締役社長・会長、株式会社中日ドラゴンズオーナー、株式会社ナゴヤドーム代表取締役社長、一般社団法人共同通信社理事会長、東海テレビ放送取締役、名古屋市教育委員会委員長、日本新聞協会理事を歴任した。

## 経歴
1928年1月27日、愛知県田原市で生まれる。
旧制愛知県立成章中学校（現、愛知県立成章高等学校）、旧制静岡高等学校（現、静岡大学）を卒業後、1949年（昭和24年）中部日本新聞社（現・中日新聞社）に入社する。名古屋本社編集局整理部長、名古屋本社編集局長、専務取締役、代表取締役社長・会長などを歴任した。
現場の記者から叩き上げて社長となった人物でもあり、主に社会部で警察担当記者として凶悪事件の取材・報道などを担当していたという。
1997年3月、中日新聞代表取締役社長に就任。
2000年3月、中日ドラゴンズのオーナーに就任。
2003年、中日新聞会長に就任した。
2012年、日本プロ野球オーナー会議議長を務める。2018年にも同職を務めた。
2020年6月、中日新聞取締役を退任し、顧問名誉会長に就任した。
2021年3月、中日ドラゴンズのオーナーを退任し、名誉オーナーに就任した。オーナーとしては中日ドラゴンズ元監督の落合博満の招聘に尽力した。
2021年4月の春の叙勲で旭日重光章受章。
2024年10月29日、老衰のため死去。96歳没。没日付にて正四位追叙。